# Chastelard de Lardiers
Le chastelard de Lardiers, sis sur la commune de Lardiers (Alpes-de-Haute-Provence), fut habité de la fin du premier Âge du Fer et jusqu'à l’Antiquité tardive (fin de l’époque gallo-romaine) où il devint un sanctuaire.

## L'oppidum des Sogiontiques
Dans l’Antiquité, les Sogiontiques (Sogiontii) peuplaient la montagne de Lure, en étant fédérés aux Voconces. Après la campagne de 125-122 av. J.-C., ils furent rattachés avec eux à la province romaine de Narbonnaise.

## Un grand sanctuaire des Celtes
Des fouilles archéologiques ont permis d'exhumer un grand sanctuaire gallo-romain dont les vestiges essentiellement des lampes votives sont conservés au musée archéologique d'Apt. Ce lieu, surnommé le Lourdes des Gaulois, ne semble pas avoir été christianisé.

## Un sanctuaire gallo-romain
Dans l’Antiquité, les Sogiontiques (Sogiontii) peuplaient la montagne de Lure, en étant fédérés aux Voconces. Après la campagne de 125-122 av. J.-C., ils furent rattachés avec eux à la province romaine de Gaule narbonnaise.
Une fois l’habitat descendu dans la vallée, les constructions de l’oppidum furent détruites et remplacées par un sanctuaire. Les murailles furent conservées et délimitèrent une enceinte sacrée ; une voie sacrée fut aménagée. Un pèlerinage important se développa, à partir des premières années de l’ère chrétienne. Les dons importants attestent de l’importance du sanctuaire, qui connut son apogée au IIe siècle : plus de 11 000 lampes entières ont été retrouvées dans des fosses (chiffre qui atteint peut-être 50 000 en comptant les lampes brisées), 10 000 anneaux de bronze, dont certains brisés, 5 000 plaques de bronze percées votives.
Au IIe siècle, les Sogiontiques furent détachés des Voconces et forment une civitas distincte, avec pour capitale Segustero (Sisteron). La fréquentation du sanctuaire diminua au IIIe siècle, avant de s’éteindre à la fin du IVe.